# Кемпбелл (округ, Теннессі)
Шаблон:StateAbbr_ 36°25′ пн. ш. 84°09′ зх. д. / 36.41° пн. ш. 84.15° зх. д.
Округ Кемпбелл (англ. Campbell County) — округ (графство) у штаті Теннессі, США. Ідентифікатор округу 47013.

## Історія
Округ утворений 1806 року.

## Демографія
За даними перепису 2000 року загальне населення округу становило 39854 осіб, зокрема міського населення було 17311, а сільського — 22543. Серед мешканців округу чоловіків було 19199, а жінок — 20655. В окрузі було 16125 домогосподарств, 11575 родин, які мешкали в 18527 будинках. Середній розмір родини становив 2,91.
Віковий розподіл населення поданий у таблиці:
| Стать    | До 15 років | 15-21 | 22-29 | 30-39 | 40-49 | 50-65 | 65-85 | Понад 85 |
| -------- | ----------- | ----- | ----- | ----- | ----- | ----- | ----- | -------- |
| Чоловіки | 3803        | 1799  | 2040  | 2833  | 2724  | 3596  | 2263  | 141      |
| Жінки    | 3773        | 1744  | 2046  | 2851  | 2833  | 3779  | 3138  | 491      |

## Суміжні округи
- Вітлі, Кентуккі — північ
- Клейборн — схід
- Юніон — південний схід
- Андерсон — південь
- Скотт — захід
- Маккрірі, Кентуккі — північний захід

## Виноски
1. ↑  U.S. Decennial Census. United States Census Bureau. Архів оригіналу за 26 квітня 2015. Процитовано 2 квітня 2015.
2. ↑  Historical Census Browser. University of Virginia Library. Архів оригіналу за 11 серпня 2012. Процитовано 2 квітня 2015.
3. ↑  Forstall, Richard L., ред. (27 березня 1995). Population of Counties by Decennial Census: 1900 to 1990. United States Census Bureau. Архів оригіналу за 21 лютого 2015. Процитовано 2 квітня 2015.
4. ↑  Census 2000 PHC-T-4. Ranking Tables for Counties: 1990 and 2000 (PDF). United States Census Bureau. 2 квітня 2001. Архів оригіналу (PDF) за 18 грудня 2014. Процитовано 2 квітня 2015.
5. ↑  State & County QuickFacts. United States Census Bureau. Архів оригіналу за 23 грудня 2015. Процитовано 29 листопада 2013.(англ.) Наведено за англійською вікіпедією.
6. ↑  American FactFinder. Бюро перепису населення США. Архів оригіналу за 29 липня 2011. Процитовано 31 січня 2008.

| США | Це незавершена стаття з географії США. Ви можете допомогти проєкту, виправивши або дописавши її. |